# Tunelul Huy
Tunelul Huy, denumit și tunelul Statte, este un tunel feroviar de pe calea ferată 125 Namur–Liège, situat în orașul belgian Huy. Tunelul este amplasat între gările Huy și Statte.
Primii 58,4 km ai liniei 125, între Namur și Val Benoît, au fost inaugurați pe 18 noiembrie 1850, iar tronsonul dintre Val Benoît și Liège-Guillemins, în lungime de 1,1 km, a fost inaugurat pe 19 mai 1851. Între gările Huy și Statte a fost necesară străpungerea unui tunel lung de 230 de metri prin care, până în anii '60, circulația trenurilor s-a efectuat pe un singur fir. Între 1967-1970 a fost străpuns un nou tunel, cu o lungime de 253 de metri, având gabarit pentru cale dublă electrificată.
Tunelul Huy este situat la ieșirea din gara Huy către Statte și a fost forat printr-o colină pe coama căreia se întâlnesc drumurile naționale N64 și N65. Intersecția celor două șosele se află aproximativ deasupra axei tunelului.
Pe celălalt mal al Meusei, în imediata apropiere a fostei gări Huy-Sud, un alt tunel se află în exploatare pe calea ferată 126.